# Abbaye du Relec
Pour les articles homonymes, voir Relecq.
L'abbaye du Relec, ou abbaye du Relecq, est une abbaye fondée probablement en 1132 dans la vallée du Queffleut, au pied des monts d'Arrée, sur le territoire de la commune de Plounéour-Ménez dans le Finistère en Bretagne. L'église est classée depuis 1914 au titre des monuments historiques.
Depuis le 1er janvier 2006, cinq domaines patrimoniaux du Finistère — l’abbaye de Daoulas, l’abbaye du Relec, le manoir de Kernault, le château de Kerjean et le domaine de Trévarez — sont réunis au sein de l’établissement public de coopération culturelle « Chemins du patrimoine en Finistère ». Pour l’année 2009, ces cinq équipements ont accueilli 173 555 visiteurs, soit un peu de 10 % de la fréquentation totale des structures du Finistère.

## Historique

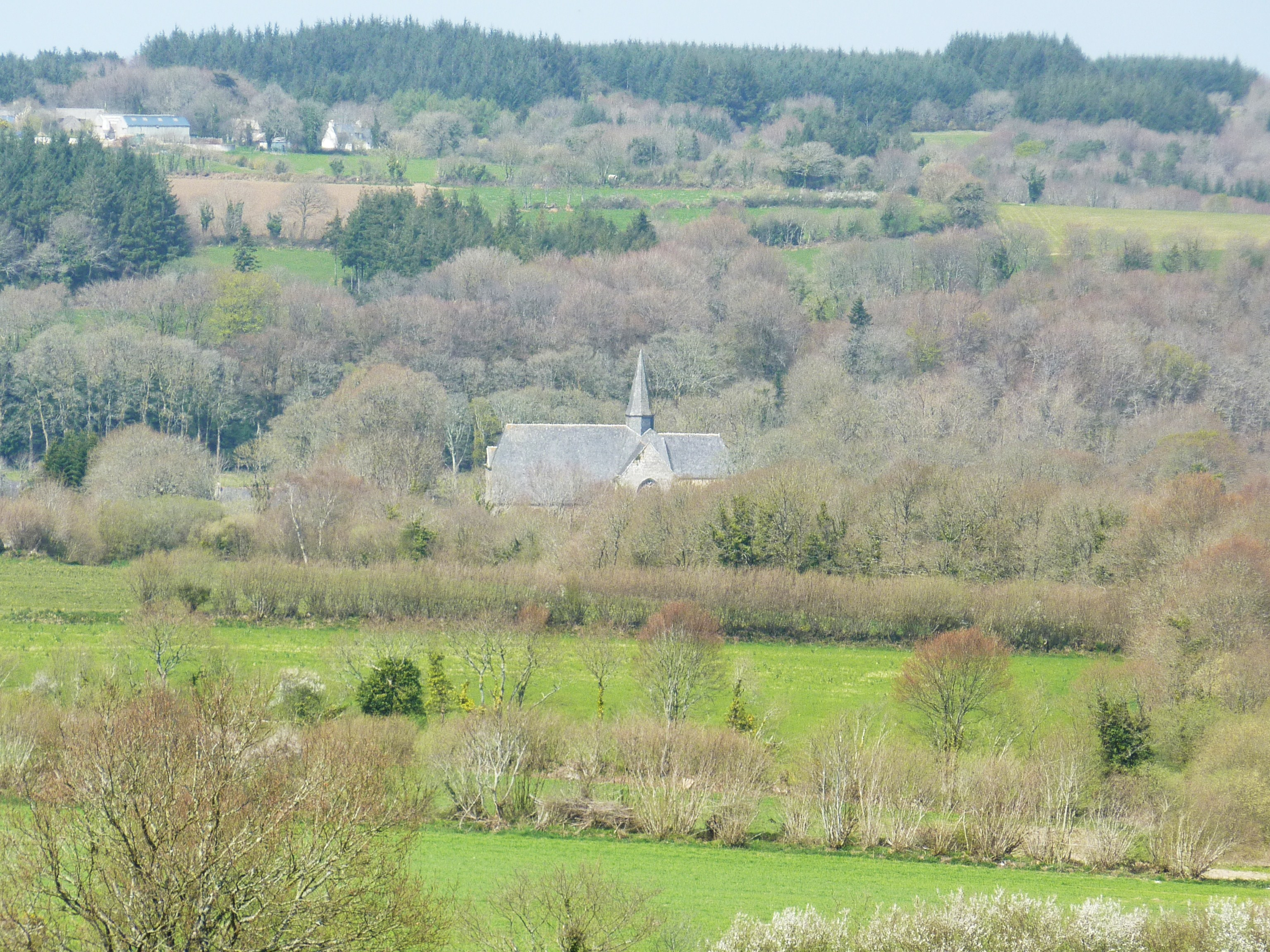
L'abbaye au fond du vallon du Queffleut.

### Origines
L'abbaye aurait été fondée par des moines venus de l’abbaye de Bégard à l’emplacement d’une abbaye antérieure probablement bénédictine, qui aurait porté le nom de Gerber, fondée par saint Paul Aurélien au VIe siècle, dont le premier abbé aurait été saint Tanguy, mort en 572, et située à proximité de l’endroit supposé, nommé Brank-Alek (branche de saule), de la bataille ayant opposé en 555 les armées de Conomor, comte de Poher et Tudal, prince de Domnonée (appuyé par le roi des Francs, Childebert Ier). Cela expliquerait le nom de l’abbaye qui proviendrait des reliques des combattants tués lors de cette bataille (l'abbaye est dénommée en latin Abbatia de reliquiis dans des Chartes anciennes). Jusqu'au XIXe siècle, on voyait encore au village du Mengleuz une pierre plate schisteuse appelée Men Be Conomore : la pierre tombale de Conomor (aujourd'hui cette dernière serait enfouie à proximité de l'abbaye). Traditionnellement, les cisterciens s'installaient dans des lieux à l'écart de la fréquentation des hommes.
Ces moines défricheurs s’adonnent à la prière, à l’étude, mais accordent aussi une grande importance au travail manuel et agricole comme dans tous les monastères qui suivent la règle de saint Benoît restaurée par Bernard de Clairvaux. La règle de l'abbaye, édictée en 1134, précise, conformément à la tradition cistercienne : « La nourriture des moines de notre ordre doit provenir du travail manuel de la culture des terres, de l'élevage du bétail ». On y prie aussi au « ronron des prières […] qui s'épandait de Plouneour à Commana et parfois venant de la Montagne par les jours de neige qui poudraient de blancheur le Roc'h Trevezel, le hurlement des loups affamés ».

### La quévaise
L’abbaye est prospère du XIIe au XVe siècle (pillée toutefois en 1375 par les troupes du duc de Lancastre dans le cadre de la guerre de Cent Ans), possédant des terres réparties dans les trois évêchés de Léon, de Trégor et de Cornouaille. Elle a contribué également de façon significative au développement économique des monts d'Arrée en utilisant un système probablement hérité du droit britannique du Haut Moyen Âge, appelé la quévaise — chaque paysan se voit attribuer un emplacement de maison, un petit jardin et un lopin de terre —, mode original de mise en valeur des terres qui rappelle le système des bastides dans le sud-ouest de la France. Les ruines du village médiéval du Goënidou en Berrien, abandonné vers 1350, illustrent les principes égalitaires de cette organisation avec des maisons identiques à cheminées centrales réparties symétriquement.

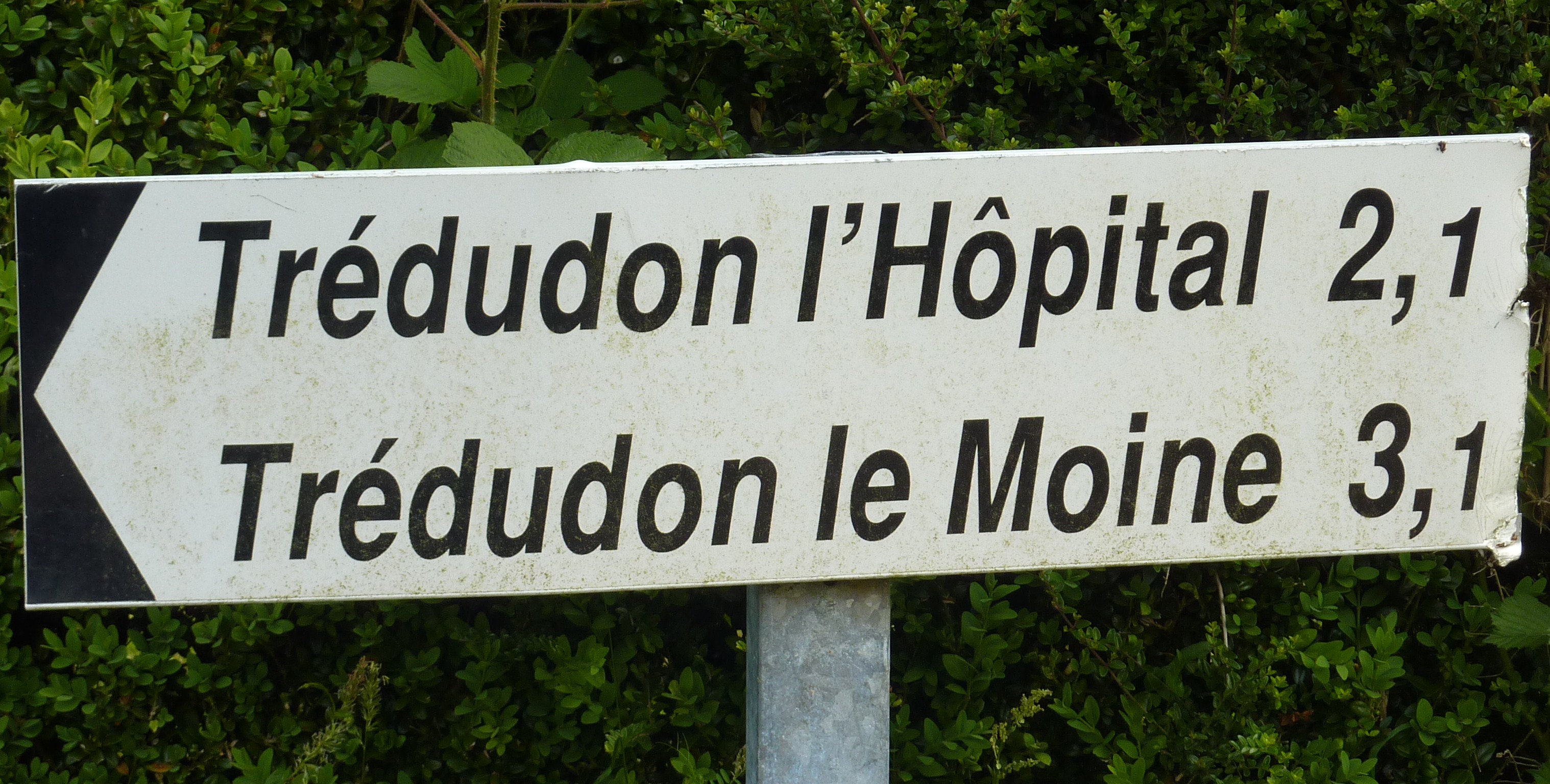
Trédudon-L'Hôpital, hameau de La Feuillée, dépendait des Hospitaliers et Trédudon-le-Moine, hameau de Berrien, de l'Abbaye du Relec.

Système créé pour attirer des paysans et favoriser les défrichements sur des terres souvent ingrates, la quévaise désigne à la fois une exploitation agricole et un mode de rapport qui unit le tenancier à son seigneur. La sujétion seigneuriale est forte : le quevaisier ne peut abandonner sa tenure, ni la louer ; il doit « ensemencer et labourer chaque année le tiers des terres chaudes de sa tenure » (les « terres chaudes » sont les terres cultivables, par opposition aux « terres froides », non cultivables), il ne peut qu'émonder les arbres de sa terre, mais en aucun cas abattre les troncs (droit réservé au seigneur). L'héritage repose sur un droit particulier: c'est le plus jeune des fils (système de la juveigneurie) qui hérite de ses parents, à défaut la plus jeune des filles ; si le quevaisier n'a pas d'enfant, la tenure retourne au seigneur. Ces règles visent à empêcher la division des tenures. Le seigneur dispose d'un droit de gerbe, prélevant en moyenne une gerbe sur huit (le paysan doit attendre le passage du collecteur seigneurial avant de pouvoir rentrer sa récolte au risque de la perdre, ce qui provoque des révoltes parfois comme à La Feuillée). Une parcelle de terre, dénommée Parc an Ed, située à Trédudon-le-Moine en Berrien, proche de l'abbaye, servait à regrouper les gerbes reçues par le seigneur ecclésiastique. Le quevaisier doit aussi verser à son seigneur une redevance pour l'occupation et le pacage des landes et lui livrer quelques « gélines » (volailles) ; il est soumis à un certain nombre d'autres obligations assez lourdes (corvées, charrois) pour le compte de son seigneur. En retour, le quevaisier qui respecte toutes ces dispositions est assuré de jouir à perpétuité, lui et son enfant le plus jeune, de sa terre, dont il est donc un « quasi-propriétaire. » C'est un système à la fois favorable au paysan et pourtant très contraignant, comparé au domaine congéable.
La quévaise est une hostise, institution qui, pour le défrichement, attire des hôtes nés sur d'autres terres. Ce sont souvent des personnes en rupture de ban avec la société, y compris des repris de justice, car les terres des Templiers et des Hospitaliers détiennent le privilège du droit d'asile : ce sont des minic'hi, ce qui explique que ces terres aient été rapidement peuplées. À son arrivée, chaque hôte reçoit un lopin de terre dont il a la jouissance illimitée sans jamais en être propriétaire. En échange, il doit payer une rente annuelle. Les lopins sont tous exactement de même taille et il est interdit de bâtir des clôtures sur les terres communes. Enfin, la quévaise se caractérise par une véritable vie communautaire dans un habitat groupé, rare en Bretagne. Ce mode de vie singulier, qui a fonctionné pendant sept siècles, est susceptible d'avoir façonné les représentations de générations qui l'ont vécu, mais également des générations ultérieures en favorisant une attitude positive à l'égard du collectivisme et de l'égalitarisme. En effet, la coïncidence entre la carte des communes et des paroisses à quévaises, situées dans les Monts d'Arrée ou dans le Trégor intérieur (région de Bégard et Guingamp) et la carte actuelle de la partie septentrionale du territoire de l'actuel bastion communiste ne laisse pas d'être source d'interrogations. Toutefois, les particularités de la quévaise, parfaitement adaptées au cadre originel du défrichement et de la vie communautaire, deviennent insupportables à mesure de l'évolution des sociétés bretonnes.".
La guerre de succession de Bretagne (1341-1381) entraîne une désertion des campagnes et dans des villages aux trois-quarts abandonnés, ceux qui restent s'entendent pour réserver les abords de chaque quévaise à leurs tenanciers. Les moines refusent aux quevaisiers le droit de construire des talus, arguant d'un droit oral qui s'est progressivement figé en droit écrit. Les tenanciers engagent donc de nombreux procès contre leurs seigneurs, qu'ils perdent régulièrement. La situation devient explosive et génère des siècles de haine à l'encontre des moines ainsi que de nombreuses révoltes et violences.
La quévaise ne concerne qu'une très petite minorité des terres de Bretagne occidentale (1500 à 2000 quevaisiers disséminés dans environ 70 paroisses à l'apogée vers le milieu du XVIIe siècle selon Philippe Jarnoux), mais est majoritaire dans quelques paroisses des Monts d'Arrée (Plounéour-Ménez, La Feuillée, Berrien, Le Cloître-Saint-Thégonnec) ainsi que plus à l'est, dans les Côtes-d'Armor actuels, à Pont-Melvez, Mael-Pestivien, Bégard, Louargat et Pédernec.
Les relations avec les paysans quévaisiers étaient souvent difficiles : en 1727, un début de révolte survient, ceux-ci se plaignant d'un champart excessif. Un compromis maintient le droit de champart sur les grains, mais le supprime pour la filasse et les légumes. La quévaise, assimilée aux droits féodaux, est supprimée par l'Assemblée constituante lors de l'abolition des privilèges la nuit du 4 août 1789. La loi du 25 août 1792 organise le partage des terres des quevaises entre les paysans et l'assimilation des quevaisiers au régime commun lors des successions. Il en subsiste une prédominance de la petite propriété et surtout un esprit libre, "rebelle", qui s'est transmis au fil des générations jusqu'à aujourd'hui. Dans le cahier de doléances qu'ils ont rédigé, les habitants de Plounéour-Ménez écriven t: "N'est-il pas juste d'accorder à l'homme le fruit de ses soins et de ses travaux ? Paraît-il équitable que le domanier élève des plants et arbres dans ses droits et que le seigneur foncier s'en approprie sans en avoir eu soin ? » remettant ainsi en cause l'une des règles principales de fonctionnement de la quévaise.

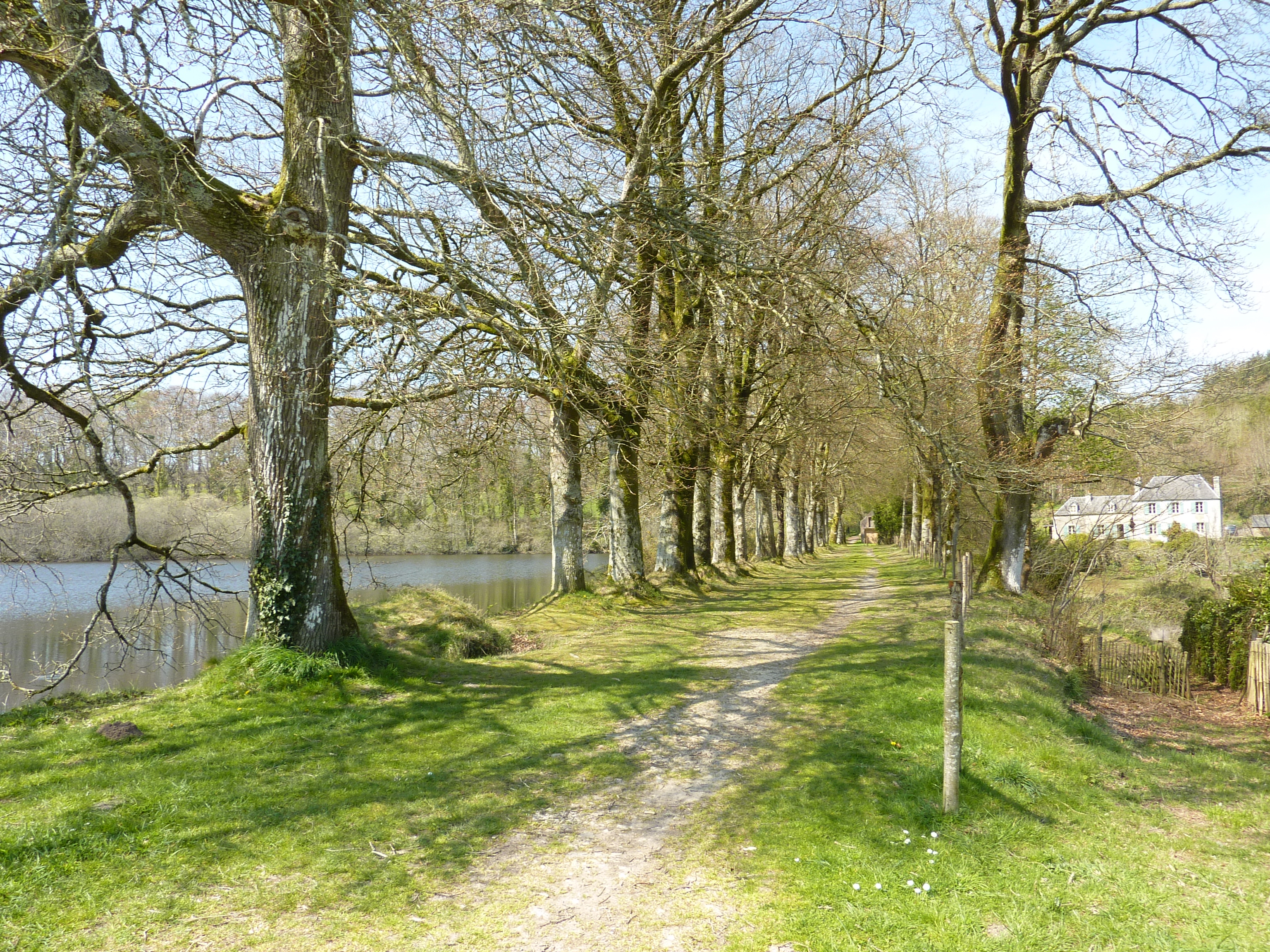
La chaussée (digue) et l'un des étangs.

La propriété communautaire des « terres froides », des « terres vaines et vagues » ainsi que des « issues », « garennes » et « placîtres » (champ commun au cœur d'un village) a subsisté après la Révolution française, ces terrains étant reconnu propriété collective soit d'une commune, soit d'un hameau (village) et ce n'est qu'après la loi du 6 novembre 1850 que leur vente à des propriétaires privés est devenue possible. En 1908, Camille Vallaux écrit : « Aujourd'hui, les anciens communaux ont disparu et ce qui reste des propriétés collectives de village diminue tous les jours ».
Selon le sociologue Ronan Le Coadic, la quévaise était une sorte de communisme agraire et est un des éléments qui ont favorisé la pénétration des idées socialistes dans la région.

### L'hydraulique

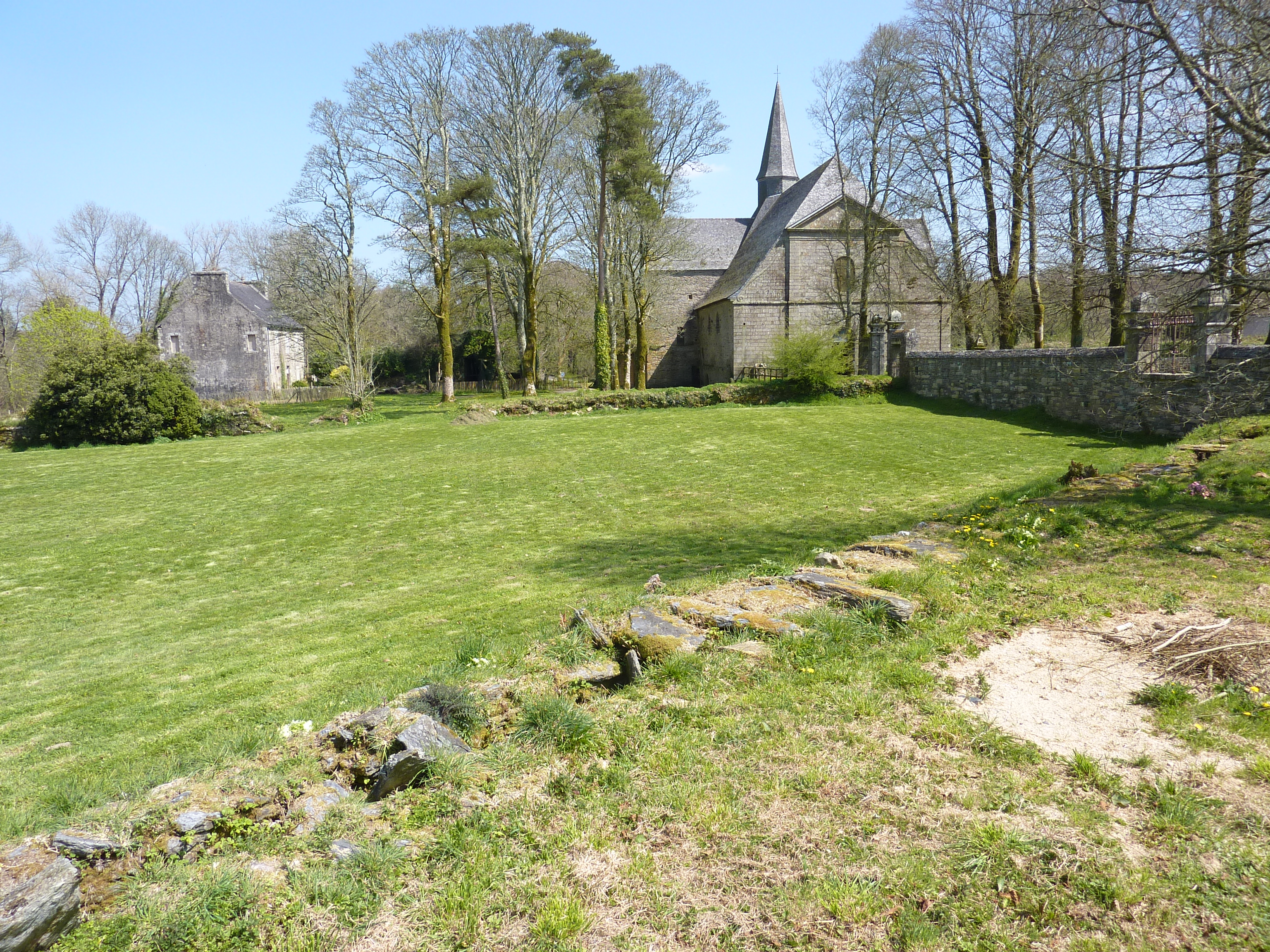
Ancienne canalisation des moines cisterciens.

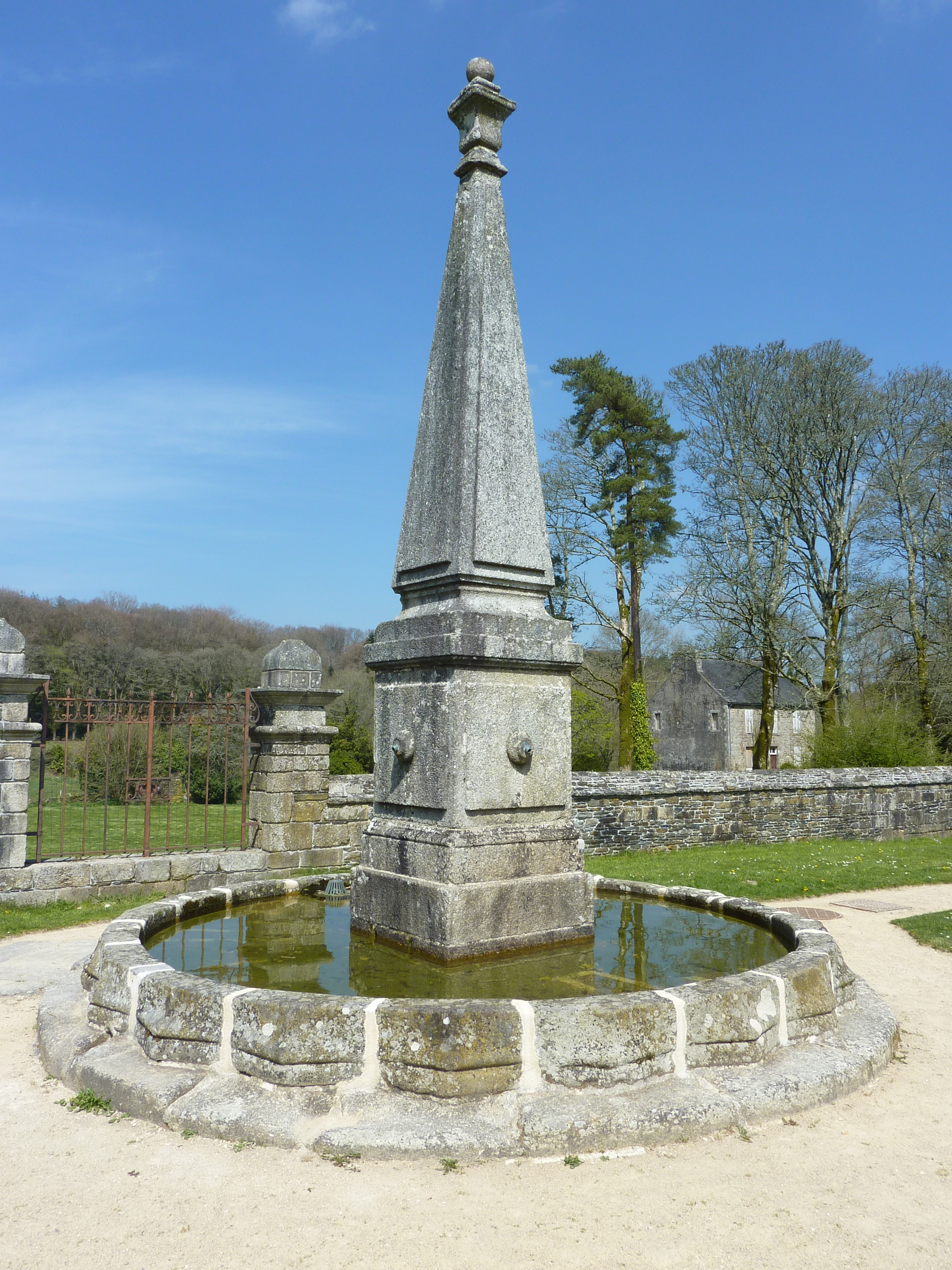
La fontaine de la place de l'abbaye.

Cette abbaye cistercienne avait développé un système hydraulique innovant utilisé pour l’irrigation des jardins et la distribution en eau dans les bâtiments. L'eau coule suivant un axe approximatif sud-nord et s'accumule à l'abri d'une chaussée (digue) pour former deux étangs qui drainent le fond de la vallée. L'eau qui dicte l'emplacement des bâtiments et des jardins. Trois fontaines existaient: la fontaine Notre-Dame, fontaine de dévotion, était au bord de la route traditionnelle reliant Plounéour-Ménez à Le Cloître-Saint-Thégonnec et était réputée guérir les hernies, les coliques et les rhumatismes ; elle a disparu. La fontaine de la place, en granit, circulaire a environ cinq mètres de diamètre, datée du XIVe ou XVe siècle, et en son centre se dresse un obélisque de sept mètres de haut datant du XVIIIe siècle. Une troisième fontaine dédiée à saint Bernard se trouve dans le bois du Relec. Les jardins étaient entourés de douves larges et profondes qui, outre leur rôle d'irrigation, protégeaient les jardins des moines des animaux et des maraudeurs.

### Le rôle des moines dans l'essor de l'activité toilière
Selon P. Hémon, dans un article publié en 1913, « la partie de notre département où les habitants en avaient atteint la plus grande connaissance semble être originairement la plus rapprochée de l'Abbaye du Relecq, en Plounéour-Ménez. Les moines étaient très aimés de leurs vassaux, dans les affaires desquels ils se trouvaient immiscés continuellement, attendu que c'était le dernier-né qui jouissait des avantages attachés à la primogéniture. L'abbé se trouvait donc souvent tuteur de son vassal en bas âge, et avait pour toute la famille une tendresse vraiment paternelle ». Ainsi les moines de l'abbaye du Relec auraient joué un rôle essentiel dans l'ascension sociale des juloded.

### Les abbés

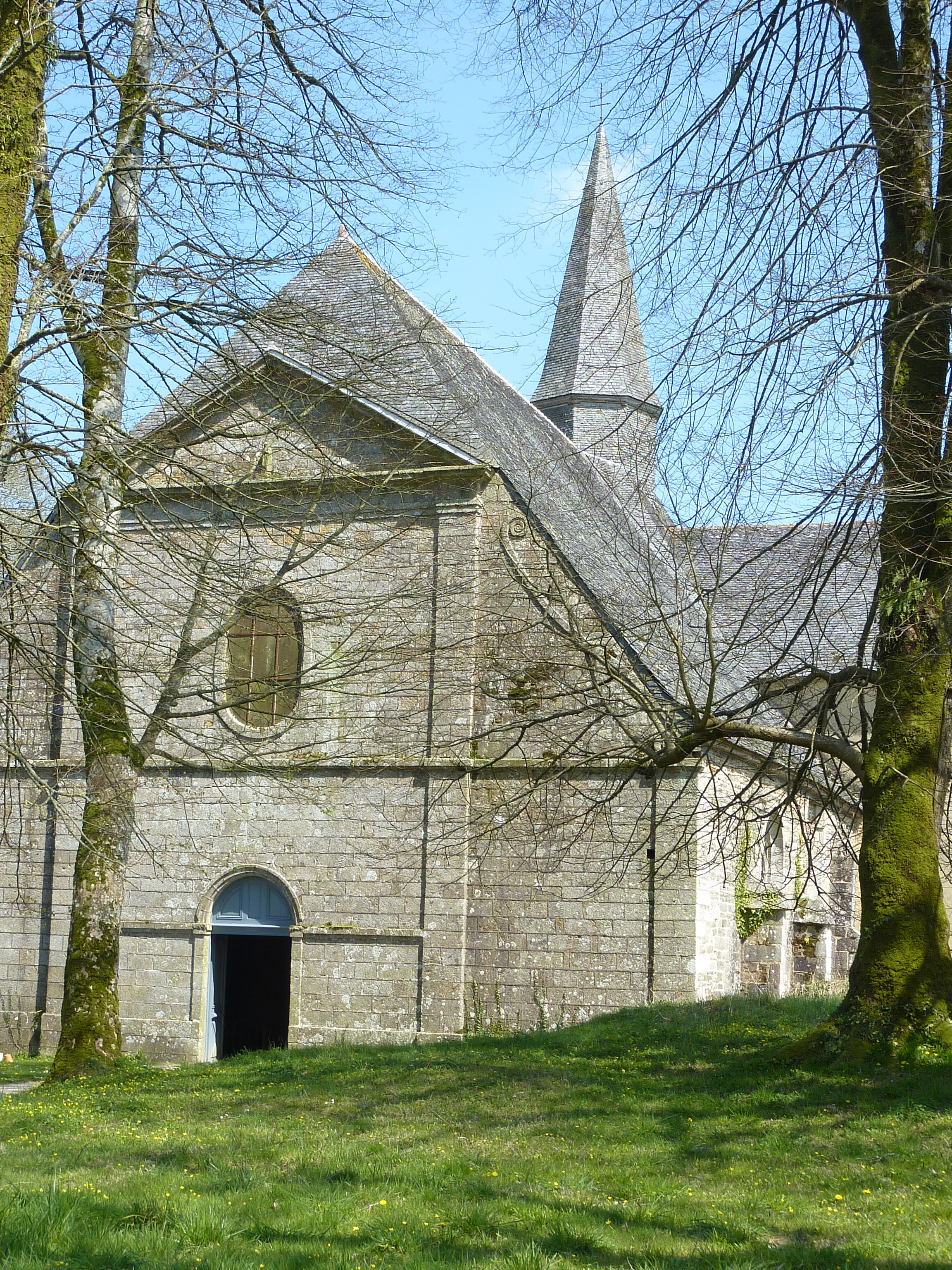
Le portail ouest de l'église abbatiale.

À partir de la fin du XVe siècle, des abbés commendataires sont désignés, d'abord par le duc de Bretagne puis par le roi de France: la plupart sont non-résidents (entre 1487 et 1526), Guillaume Lespervier, puis Pierre de Kerléau, préfèrent habiter à l'abbaye de Bégard « abbaye plus riche et d'accès plus facile que le Relec bâti au milieu de l'âpre solitude des montagnes d'Arrée », certains ne viendront même jamais dans leur abbaye, ne s'intéressant qu'aux bénéfices qu'elle leur procure, comme Louis d'Acigné entre 1526 et 1541. En 1542, après la mort de Louis d'Acigné, les moines s'empressent d'élire pour abbé l'un d'entre eux, Guillaume Le Roux, issu d'une famille de notables de la région de Morlaix, mais le roi Henri II, sous l'influence de Catherine de Médicis, nomme un abbé d'origine italienne, André de Torsolis, issu d'une riche famille de Florence ; un procès s'ensuit, opposant alors les deux abbés rivaux, que les juges de la juridiction de Carhaix-Landeleau-Huelgoat tranchent, argent aidant, en 1543 en faveur d'André de Torsolis.
En 1498, l’abbaye reçoit de la duchesse Anne de Bretagne le droit de posséder quatre poteaux de justice[réf. souhaitée]. Malgré de nombreux privilèges financiers et économiques obtenus au fil des siècles, particulièrement des ducs de Bretagne, l’abbaye entre en déclin à partir du XVIe siècle, subissant des pillages à répétition lors des guerres de Religion (France), particulièrement en 1598 où elle est pillée par une troupe de brigands dirigée par La Fontenelle. Malgré des restaurations partielles aux XVIIe et XVIIIe siècles grâce à René de Rieux, père-abbé de 1600 à 1651 ou encore à Jean-Baptiste Moreau, prieur de 1680 à 1715, elle tombe partiellement en ruines. L'abbaye du Relec verra sa situation se dégrader nettement dès le premier quart du XVIIIe siècle, si bien que la Révolution française ne trouve plus guère au Relec que quatre moines, cinq chevaux et vingt et une bêtes à cornes sous la férule de Dom Claude-François Verguet. Ce dernier, né à Champlitte en Franche-Comté en 1744 et mort à Montarlot (Haute-Saône) en 1814, fut le dernier prieur de l'abbaye du Relec dans la décennie 1780, juste avant la Révolution française.

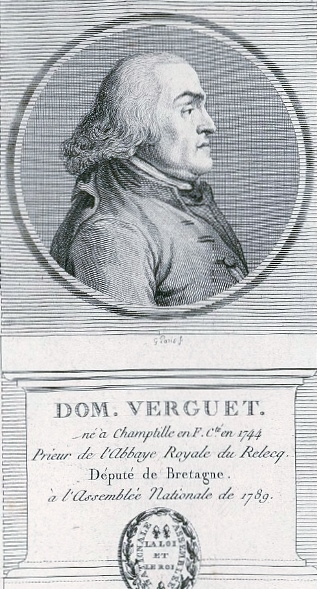
Portrait de Dom Verguet, dernier prieur de l'abbaye du Relec et député de l'Ordre du Clergé représentant l'évêché de Léon à l'Assemblée nationale en 1789.

En 1768, il n'y avait plus que quatre moines résidant à l'abbaye du Relec. En avril 1789, le clergé du diocèse du Léon, cédant aux conseils de leur évêque, Jean-François de La Marche, ne nomma aucun député aux États généraux, mais changea d'avis en septembre et élut alors deux députés à l'Assemblée constituante : l'abbé Expilly et le prieur de l'abbaye du Relec, dom Verguet. Ce dernier prêta serment de fidélité à la Constitution civile du clergé en janvier 1791 et devint par la suite vicaire épiscopal de l'évêque constitutionnel de Langres, puis curé constitutionnel de Montarlot et Bonaparte le nomma en 1800 sous-préfet de Lure, mais il resta en poste peu de temps.
C'est à cette époque que les bâtiments de l'abbaye furent vendus. L’église abbatiale est partiellement sans toit. Elle devient une étable pendant la Révolution, puis est lentement et partiellement restaurée dans le cours des XIXe et XXe siècles mais sans jamais abriter à nouveau de communauté religieuse.

## Un pardon fréquenté

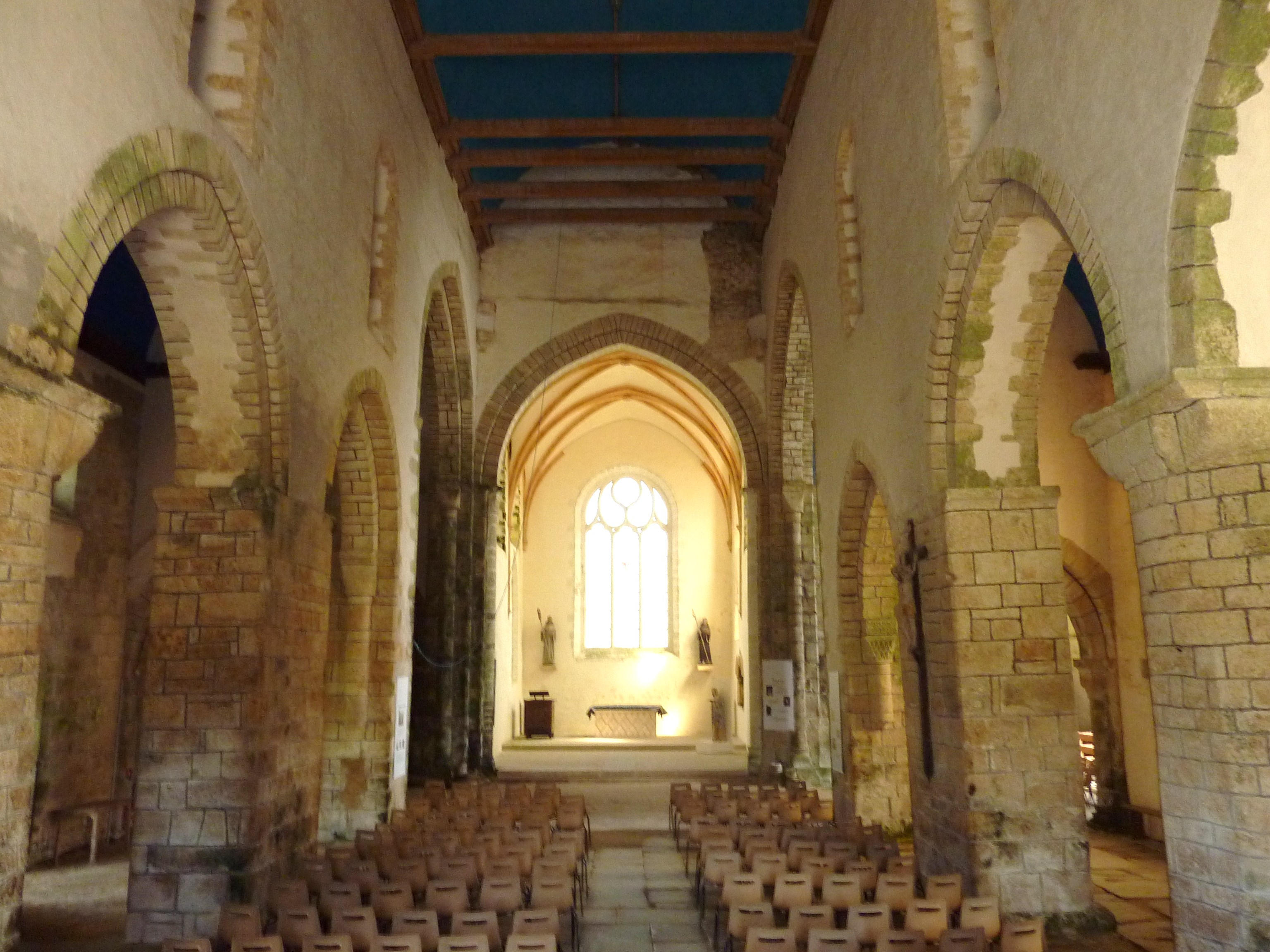
L'intérieur de l'église abbatiale.

On venait des trois anciens évêchés de Léon, de Cornouaille et de Tréguier pour faire le tour de l’autel de Notre-Dame-du-Relecq et recueillir l’eau des trois fontaines, souveraines, disait-on, contre les coliques et les hernies.

Malgré les outrages du temps et les vicissitudes de l'histoire, l'abbaye a conservé un pardon très fréquenté. Cet extrait d'un hebdomadaire publié en 1911 en témoigne: 

« C’est par milliers qu’on est accouru du Léon, du Tréguier et de la Cornouaille, sous la direction des prêtres des paroisses. […] Les vêpres sont chantées avec un merveilleux entrain par les hommes et par les femmes. Voici la procession. On ne peut imaginer rien de plus grandiose et de plus gracieux à la fois. Un ruban de plus d’un kilomètre, ou peu s’en faut. Il y a là 12 ou 15 paroisses qui défilent. Solides gars, modestes et pimpantes jeunes filles, […] s’avançent en brillantes théories, croix en tête, bannières claquant à la brise toute chargé du parfum des blés mûrs et des bruyères en fleur. »

— Le Courrier du Finistère
Le dimanche 17 août 1941, jour du pardon des jeunes, sept adolescents montèrent sur l'étang du Relecq imprudemment à bord d'une barque prévue pour deux ou trois personnes. Six d'entre eux, qui étaient originaires du Cloître-Saint-Thégonnec, se noyèrent.
En 2014, le pardon de Notre-Dame-du-Relecq, toujours très fréquenté, est célébré chaque 15 août au rythme des musiques celtiques.

## Tradition populaire
Une superstition populaire veut que « pour guérir les enfants, il faut faire trois fois le tour du chœur du Relecq-Plounéour, en se frottant les mains aux angles de l'autel ».

## Un lieu de foires et marchés pendant longtemps
Vers 1840, cinq foires, spécialisées aussi dans la vente des chevaux, des bêtes à cornes et des porcs, se tenaient annuellement à l'abbaye du Relec les 1er février, 24 mars, 14 août, 7 septembre et 7 décembre ; le sous-préfet de Morlaix note qu'elles sont très suivies et offrent une très grande importance pour le commerce des bovins mais que par contre seuls des chevaux doubles bidets sont présentés à la vente, pas de chevaux de « race équine forte ».
Des foires s'y déroulaient à la fin du XIXe siècle, les 24 mars, 14 août (veille du pardon), 7 septembre et 7 décembre, et des marchés les mercredi des mois de janvier, février, avril, mai, juin, juillet, octobre et novembre.

## L'abbaye nos jours

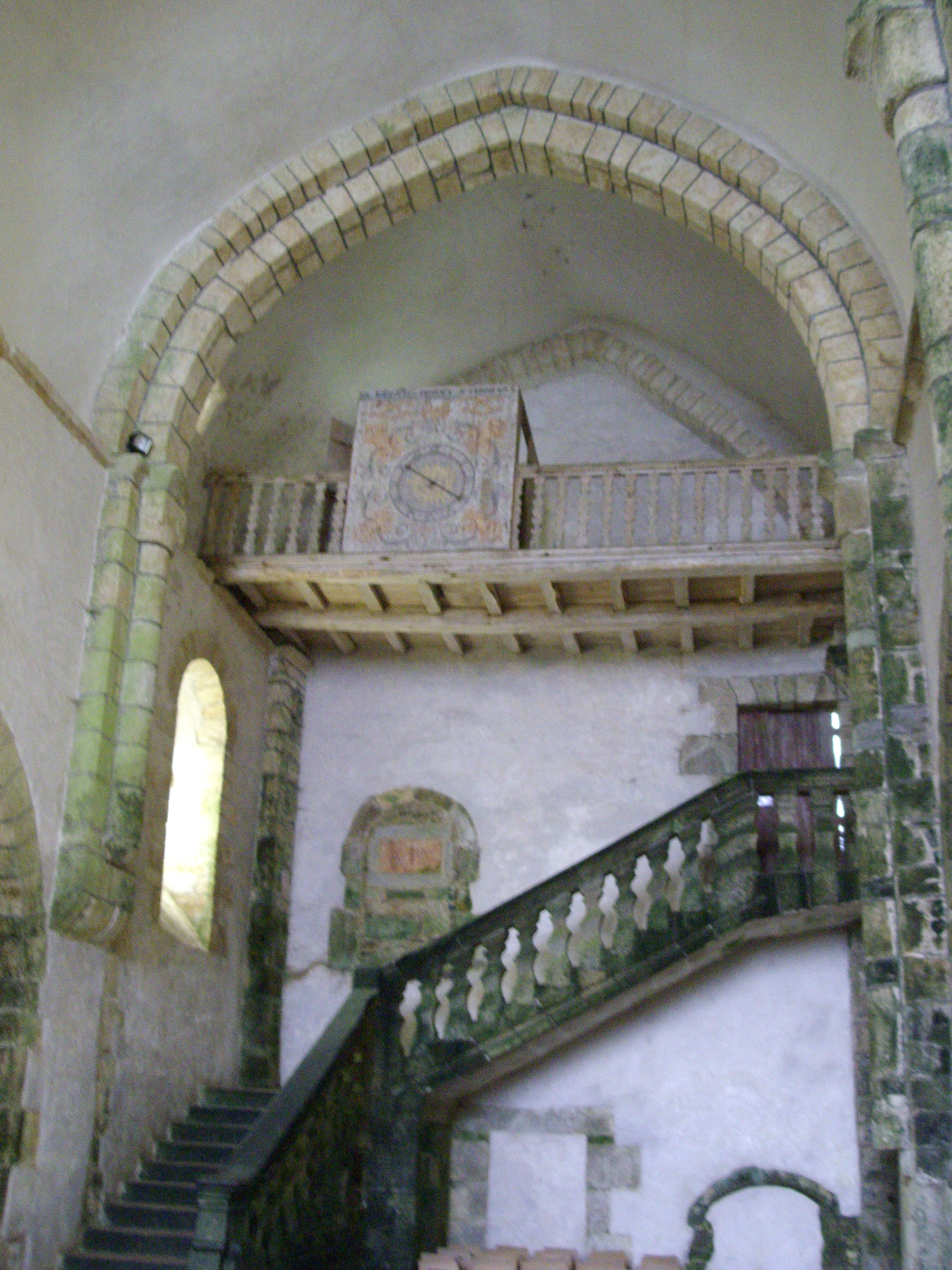
Escalier à balustre en granite à l'intérieur de l'abbatiale.

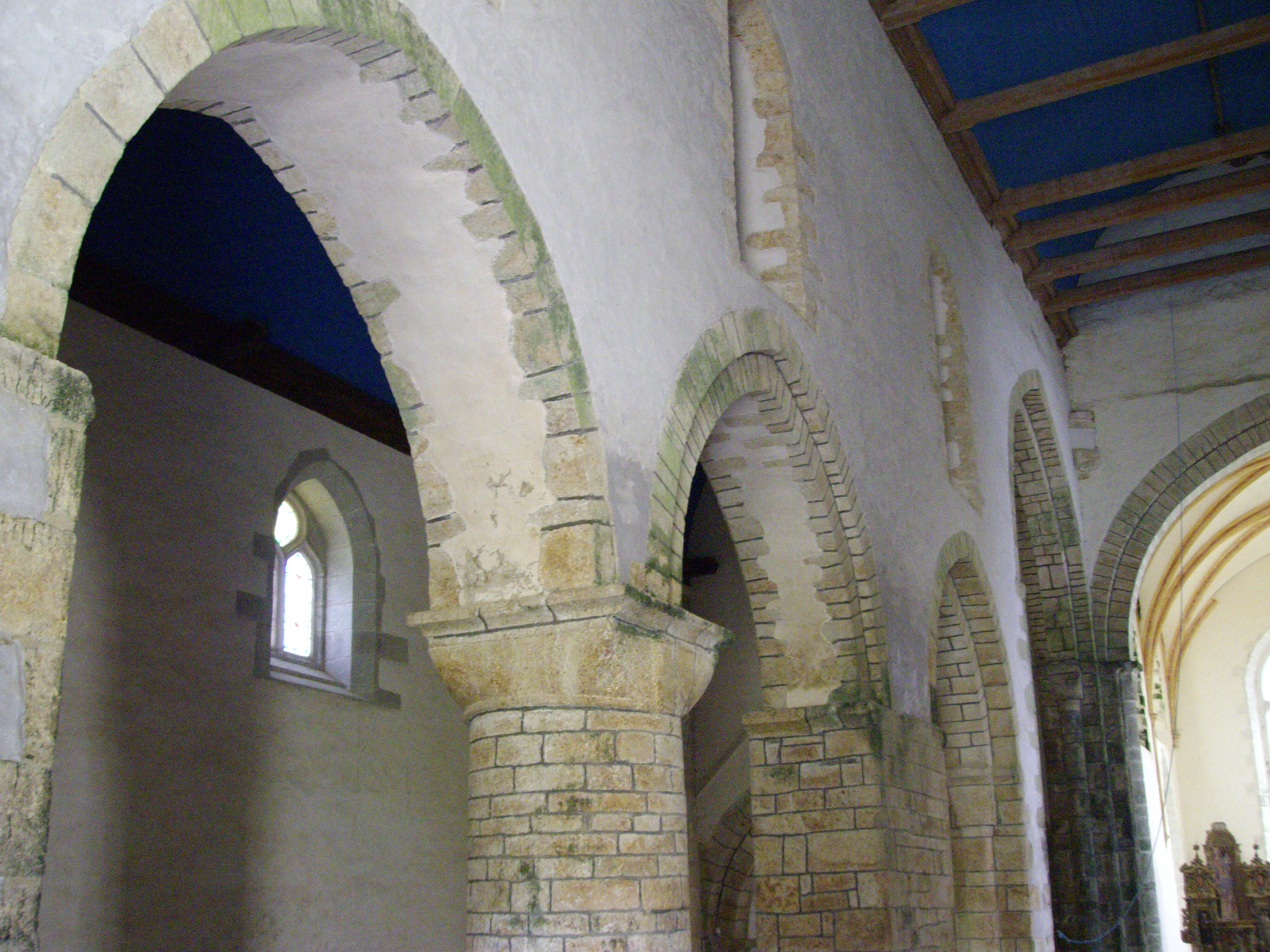
Église abbatiale, vue partielle.

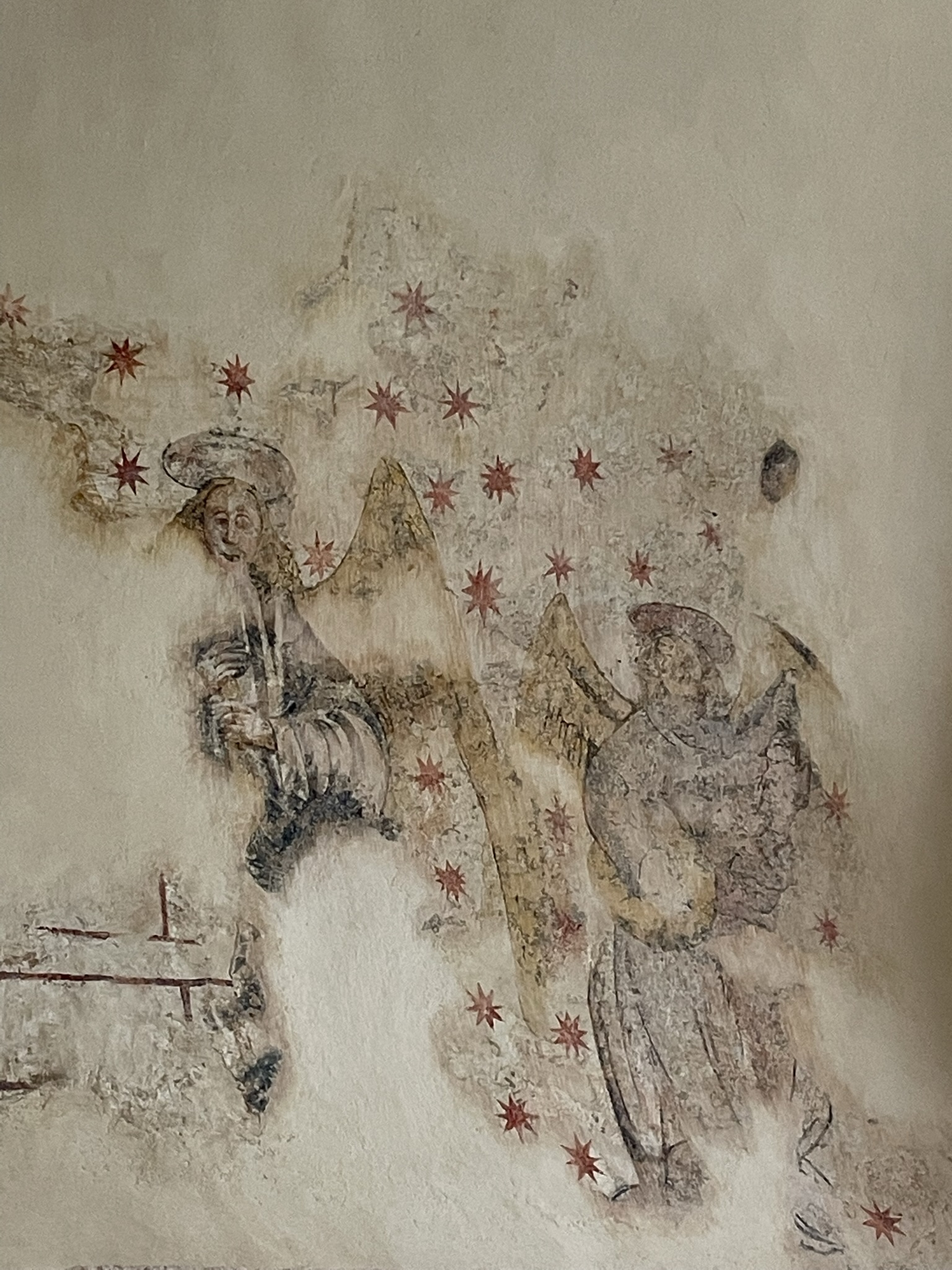

Classée monument historique depuis le 27 mars 1914, l’abbaye subsiste partiellement : une vaste église d'architecture romane en cours de restauration, les restes d’un cloître datant probablement du XIIIe siècle, deux étangs, une fontaine monumentale du XVIIIe siècle et d’anciens jardins entourés de profondes douves, une chaussée bordée de grands arbres témoignent encore aujourd’hui de la présence des moines cisterciens pendant six siècles. Les bâtiments conventuels restent en ruine.
L'abbaye est désormais propriété du département du Finistère. L'Association Abbati ar Releg œuvre pour la restauration et l'animation de l'abbaye, en organisant des concerts et des expositions.

### L'abbatiale
Anne Autissier date la construction de l'église abbatiale des années 1140-1150, quand Marc Déceneux y voit un édifice du troisième quart du XIIe siècle. L'édifice demeure un bel exemple de l'architecture cistercienne bretonne du XIIe siècle en dépit de nombreux remaniements.
Ainsi, les baies des chapelles absidiales ont été modifiées au XIIe siècle. Au XVe siècle, les grosses piles rondes de la nef sont reprises en sous-œuvre, des grandes baies gothiques à remplage sont percées dans le mur-pignon du chœur et celui du transept sud. Dans la seconde moitié XVe siècle ou au début du XVIe siècle, le collatéral nord est reconstruit. A la fin du XVIIe siècle, le sol de l’édifice est rehaussé d’une trentaine de centimètres, avant l’édification de l’escalier du transept nord  par le prieur Jean-Baptiste Moreau, construit au niveau du nouveau dallage. Les dommages causés par un cyclone en 1765 entraine la transformation de la partie est de la nef : celle-ci est raccourcie de deux travées et une nouvelle façade de style classique est édifiée en 1785.
L’abbatiale présente un plan cistercien classique : chevet plat originellement flanqué de deux chapelles carrées sur chaque bras du transept (la chapelle la plus au nord est murée et transformée en sacristie au XVIIe siècle), mais avec des libertés : dans la nef de quatre travées à trois vaisseaux couverts de charpente, les grandes arcades en arcs brisés retombent sur des supports très hétérogènes. La première travée à l’est est séparée de la nef par un mur plein, disposition commune avec l'abbaye de Boquen. Le second support est une forte colonne ronde, suivie d’un pilier rectangulaire, puis au niveau du transept, d’une pile carrée avec colonnettes engagées à l’intrados. Les grandes arcades sont surmontées d’une rangée de fenêtres de plein cintre, ébrasées vers l’intérieur. La couverture de l’édifice ayant été modifiée à une époque indéterminée, optant pour un toit à double pente, elles sont aujourd’hui aveugles.
Alors que la plupart des abbatiales cisterciennes du XIIe siècle présentent une croisée de transept régulière (nef et transept de même hauteur), celle du Relec est peu marquée : elle se signale par des arcades certes plus hautes et plus larges que les grandes arcades, puisque leur sommet dépasse celui des fenêtres hautes, mais bien plus basse que la hauteur du vaisseau central, offrant ainsi un espace continu de la nef jusqu'à l'arc diaphragme du chœur. Cette disposition archaïsante rappelle celles du premier art roman breton (chapelle Sainte-Anne de l’Île-de-Batz).
Les bras du transept ont deux travées marquées par des colonnes engagées à chapiteaux sculptés. Dans le bras nord du transept qui a conservé sa voûte, celles-ci reçoivent la retombée de l’arc doubleau brisé. La base de celle du côté ouest a été supprimée au XVIIe siècle. Elle est supportée désormais sur un culot afin de faciliter l’accès à l’escalier monumental à balustrade de granite. Datant de 1691, il menait au dortoir des moines. Le croisillon sud est quant à lui couvert de charpente, sa voûte s’étant effondrée au XIVe siècle.
L’entrée du chœur est marquée par un arc diaphragme à double rouleau retombant sur des colonnes engagée à chapiteaux sculptés, de même hauteur que les arcs des transepts. Le chœur dont le chevet plat est percé d’une baie à remplage  est couvert d’une élégante voûte gothique de même hauteur que celles du transept.
Les sept chapiteaux sculptés romans subsistant sont majoritairement ornés de motifs végétaux de belle facture et surmontés d’un tailloir parfois décoré. Un seul chapiteau présente un motif géométrique, deux rangées de dents de scie séparées par un cordon.
En 2015, des sondages ont permis la découvertes de traces de décor peint dans les chapelles latérales, datant du XIIe au XVe siècle et figurant des scènes bibliques, chose rare dans une abbatiale cistercienne.
On note également dans l'église un retable du XVIIe siècle (son existence est attestée en 1680), bel exemple d'art baroque breton. Il contient une belle Vierge à l'Enfant qui pourrait être une production de l'atelier de Roland Doré, sculpteur actif dans la première moitié du XVIIe siècle. Il est inscrit à l'inventaire des Monuments historiques et a été restauré par les Compagnons du Devoir.

## Terrier, possessions et revenus
En 1145, Olivier de Parcevaux fait un don à l'abbaye de Relecq[réf. nécessaire].